# Tadeusz Skolimowski
Tadeusz Skolimowski (ur. 7 lutego 1938 w Lidzbarku, zm. 12 września 2019 we Wrocławiu) – polski specjalista wychowania fizycznego, nauczyciel akademicki.

## Życiorys
Urodził się w 1938 w Lidzbarku. W 1964 ukończył studia w zakresie wychowania fizycznego ze specjalizacja rehabilitacji ruchowej na Wyższej Szkole Wychowania Fizycznego we Wrocławiu. W 1973 obronił pracę doktorską na Wydziale Wychowania Fizycznego AWF we Wrocławiu pt. „Analiza biomechaniczna postawy stojącej chorych na zesztywniające zapalenie stawów kręgosłupa”, habilitację uzyskał w 1992, a profesurę w 2000. W latach 1968–2019 był m.in. kierownikiem Zakładu Teorii i Metodyki Kinezyterapii (1977), kierownikiem Katedry Kinezyterapii (1999), dziekanem Wydziału Fizjoterapii (1999–2005), prorektorem ds. Nauki i Współpracy z Zagranicą (2005–2008). Ponadto pracował w Klinice Ortopedycznej Akademii Medycznej we Wrocławiu (1964–1975) oraz był kierownikiem Działu Fizjoterapii Specjalistycznego Rehabilitacyjnego ZOZ we Wrocławiu (od 1977).
Opracowywał metody pomiarowe parametrów czynnościowych narządu ruchu, opracowywał diagnostykę i terapię zaburzeń statyki ciała oraz skuteczność fizjoterapii w leczeniu chorób narządu ruchu. Był redaktorem kwartalnika Fizjoterapia, należał do oddziału wrocławskiego Polskiego Towarzystwa Fizjoterapii i zasiadał w zarządzie krajowym Towarzystwa, zasiadał w Sekcji Wychowania Fizycznego Rady Głównej Szkolnictwa Wyższego oraz Komisji Inżynierii Rehabilitacyjnej Komitetu Rehabilitacji i Adaptacji Społecznej Polskiej Akademii Nauk.
Odznaczony Srebrnym Krzyżem Zasługi (1985).
Zmarł w 2019 roku. Został pochowany na Cmentarzu Świętej Rodziny we Wrocławiu.

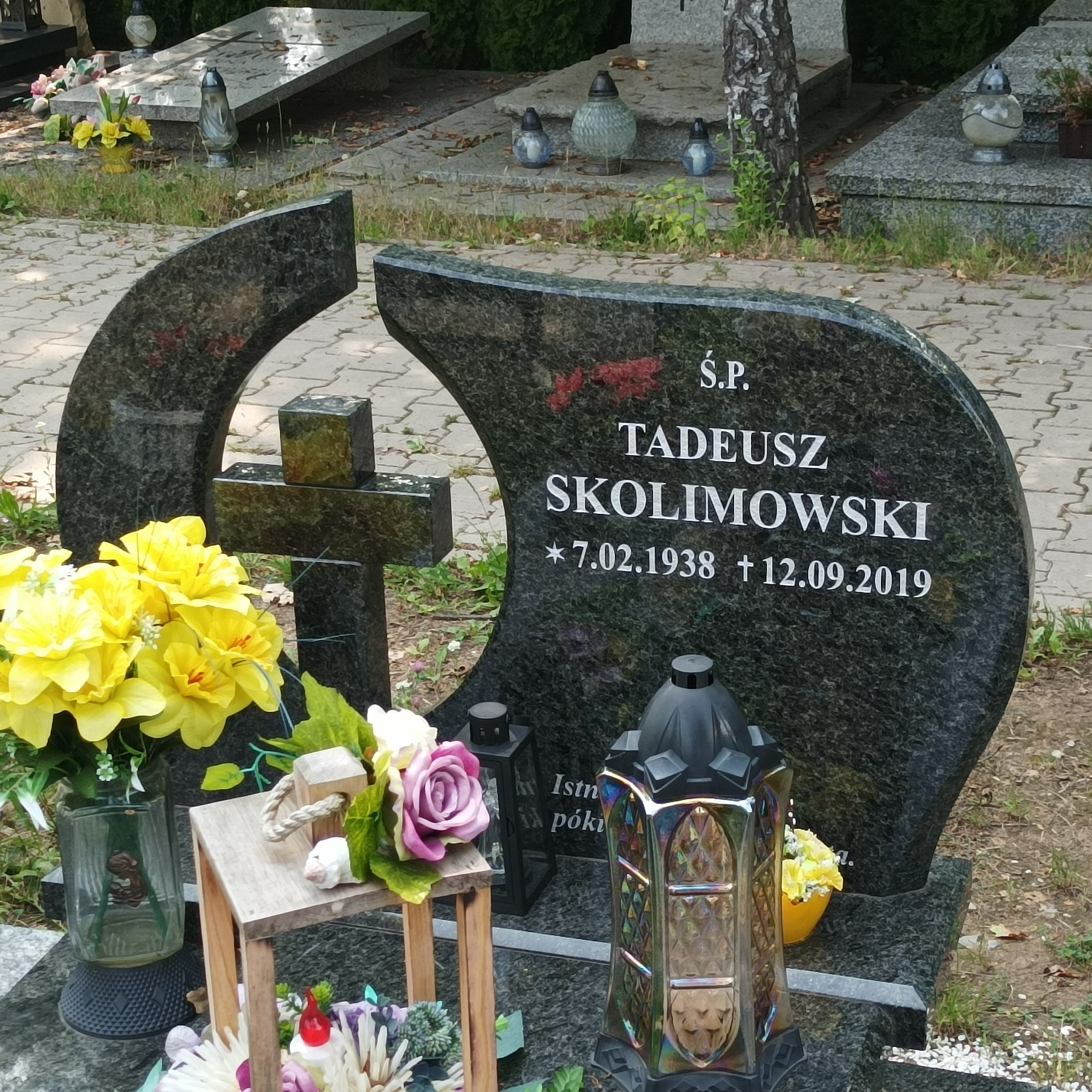
Grób prof. Tadeusza Skolimowskiego na Cmentarzu Świętej Rodziny